# Begonia ravenii
Espèce
Begonia ravenii est une espèce de plantes de la famille des Begoniaceae.
L'espèce fait partie de la section Diploclinium.
Elle a été décrite en 1988 par Ching-I Peng et Yung Kuang Chen (2005).

## Répartition géographique
Cette espèce est originaire du pays suivant : Taïwan.